# La banda de Matt'usalén
La banda de Matt'usalén est une bande dessinée espagnole appartenant à la franchise Mortadel et Filémon, éditée en 1987. Bien que la plupart des bandes dessinées de ce duo d'agents secrets aient été dessinées et écrites par Francisco Ibáñez, celle-ci est écrite et dessinée par Jaume Ribera.

## Synopsis
Après 30 ans de prison, le terrible meurtrier Matt-Usalén, désormais âgé, décide de reprendre sa carrière criminelle. Mortadel et Filémon devront éviter différents crimes pendant que le Super reste loin de son poste : Ofelia et Filémon le remplaceront dans quelques chapitres.

## Édition
Cette bande dessinée est publiée dans la revue Mortadelo 3ª época, dans les nos 008 à 014. Ediciones B publie la bande dessinée dans un Olé, mais lui donne une couverture sans rapport avec l'histoire.